# Iri
iri（イリ、1994年3月15日 - ）は、日本のシンガーソングライター。神奈川県逗子市在住。ファンの総称は「Waver」と呼ばれる。

## 経歴
高校生の頃より音楽の道を志し、高校時代は部活動に入らずにボイストレーニングに励んでいた。
大学生になり、自宅にあった母親のアコースティックギターを独学で学ぶと、アルバイト先であった老舗ジャズバーでの弾き語りライブで本格的に音楽活動を開始。主にジャズ・バンドとのセッションを行っていた。
2014年、雑誌「NYLON JAPAN」と「Sony Music」が開催した合同オーディション『JAM』にて、「ミュージック・パフォーマンス部門」グランプリを獲得。
グランプリ受賞者への特典であったニューヨーク留学を経た後、2015年2月、関口シンゴの『繋いだ未来 feat. iri』に作詞・歌唱で参加。同曲は映画『テラスハウス クロージング・ドア』の劇中歌に抜擢された。
2016年、ドノヴァン・フランケンレイターの来日公演でオープニングアクトに抜擢。これを皮切りに、「RISING SUN ROCK FESTIVAL 2016 in EZO」「OCEAN PEOPLES 2016」「SUMMER SONIC 2016」などの夏フェスに出演して注目を集めると、同年10月、1stアルバム『Groove it』でビクターエンタテインメントのColourful Recordsよりメジャーデビュー。iTunes Storeにてトップ10入り、ヒップホップ/ラップチャートでは1位を獲得した。
2017年3月22日、1stシングル『Watashi』をリリース。同曲がNike Womenの「わたしに驚け」キャンペーンソングに採用された他、自身はApple Musicの春のキャンペーン広告にSuchmosやKANDYTOWNらとともに起用された。4月には、コリーヌ・ベイリー・レイの6年ぶりの来日公演にてオープニングアクトを務めた。また、新人ながら「SPACE SHOWER SWEET LOVE SHOWER 2017」や「Corona SUNSETSFESTIVAL」など多数の夏フェス、イベントへの出演を果たし、11月17日にはデビュー1周年を記念して渋谷WWWXにて初のワンマンライブ「iri One Man Live 2017」を開催。 同22日リリースのEP『life ep』で再びiTunes Storeのヒップホップ/ラップチャート1位を獲得した。
2018年2月28日、2ndアルバム『Juice』をリリース。3月には自身初となる全国ツアー「iri 1st Tour 2018」を開催した。8月、2ndシングル『Only One』をリリース。表題曲である「Only One」は国際ファッション専門職大学のCMタイアップに起用された。12月、自身初の自主企画イベントである「iri presents Night Dream 2018」を東京・名古屋・大阪の3会場で行った。
2019年3月6日、3rdフルアルバム『Shade』をリリース。なお、収録曲の「Wonderland」がSONY WALKMANのキャンペーンソングに起用され、ミュージックビデオがYouTubeにて全編公開された。4月には、自身最大規模となる全国ツアー「iri Spring Tour 2019 "Shade"」が、5日の東京公演を皮切りに、札幌、高松、梅田、名古屋、仙台、浜松、広島、福岡の9会場で行われた。5月には自身初となる中国ツアーを開催（上海、北京、西安）。様々な夏フェスに多数出演の後、10月には東名阪単独ツアー「iri presents "Wonderland"」を開催した。9月4日、配信シングル「SUMMER END」をリリース。同曲は「恋愛ドラマな恋がしたい〜Kiss to survive〜」（AbemaTV）の主題歌に起用された。11月27日リリースの『井上陽水トリビュート』に「東へ西へ」のカバーで参加。
2020年1月22日、シングル「24-25」をリリース。表題曲である「24-25」はセイコーのCMタイアップに起用された。3月25日、4thアルバム『Sparkle』をリリース。表題曲の「Sparkle」が前年に続いてSONYのキャンペーンソングに起用された他、自身がビジュアルモデルとして出演したZoffのオリジナルムービーに収録曲「Clear color」が使用された。新型コロナウイルス感染拡大に伴う緊急事態宣言発令を受け、4月から予定していたライブツアー「iri Spring Tour 2020」「iri Spring Tour 2020 "extra"」が全公演が中止となった。9月9日、無観客生配信ワンマンライブ「iri Presents “ONLINE SHOW” 」を開催した。11月25日、配信シングル「言えない」をリリース。12月2日、オフィシャルファンクラブ「Wavy Club」をオープンした。12月11日、「iri Presents “Five Zepp Tour 2020”」が、横浜公演を皮切りに、名古屋、大阪、福岡、東京の5会場で行われた。
2021年2月24日、3月24日発売の2nd EP『はじまりの日』収録曲から「はじまりの日」を先行配信。2月28日、Wavy Club 会員限定のオンライン配信ライブ「iri Wavy Club Special Live #01」を開催した。4月28日、ライブツアー「iri Spring Tour 2021」が、川崎公演を皮切りに、8会場8公演で開催され、同ツアーファイナル（5月29日・東京）においてリリース前の新曲「渦」を初披露を行い、同曲は6月16日に、配信シングルとしてリリースされた。7月13日、オンライン配信ライブ「iri Special Live Show “渦”」を開催した。10月7日、「iri 5th Anniversary Live “2016-2021”」が、愛知公演を皮切りに、4会場5公演で行われた。
2022年1月7日、5thアルバム『neon』、初のライブ映像作品「iri 5th Anniversary Live “2016-2021”」のリリース、アコースティックワンマンライブ「iri Presents “Acoustic ONEMAN SHOW”」及び8会場8公演にて行われる「iri S/S Tour 2022 “neon”」について公表した。1月19日に『neon』収録曲から「摩天楼」を先行配信。2月23日、『neon』及び「iri 5th Anniversary Live “2016-2021”」を発売した。9月14日、楽曲「染」を配信リリース。10月13日、東京国際フォーラム ホールAでワンマンライブ「iri Presents ONEMANSHOW "STARLIGHTS"」を開催。
2025年8月20日、楽曲「CUBE」を配信リリース。

## 人物
ヒップホップ、ジャズ、ボサノバなどの流れを汲んだ曲や、ヒップホップ的かつ詩的ながらもメッセージ性の強いリリック、ソウルフルでリヴァービーな歌声を特徴とし、ジャンルレスな音楽を展開するシンガーソングライター。楽曲制作では、メロディーと歌詞を同時進行で制作するスタイルであり、シンガーソングライターが複数のプロデューサー陣と共同で作り上げていくという欧米ではスタンダードなスタイルを取っている。
もともとは主にPUSHIMや久保田利伸のようなブラックミュージックの色が濃いJ-POPを聴いていたが、最も影響を受けた音楽には中学生時代に聴いたアリシア・キーズの「If I Ain’t Got You」を挙げており、声をコンプレックスとしていた時期であったことから「アリシアの曲を聴いたり歌うようになって自信に変わった」と語っている。その影響もあり、もともとは「歌い上げるタイプのシンガー」に憧れていたが、後に聞くようになったヒップホップなどの影響から現在ではヒップホップ的な言葉遊びやR&B的なソウルフルな歌い方を取り入れている。
弾き語りを始めたきっかけは、七尾旅人や向井秀徳の「ギターを片手に淡々と語るように歌うスタイル」に憧れたことであり、言葉遊びに興味を持ったのも2人のスタイルに影響を受けてのことであるという。
小学生のころにスクールカウンセラーの先生に支えられていた経験があり、カウンセラーを目指していたが、いろいろな音楽を知っていくなかで、音楽にも人をカウンセリングできる力があると思い、そこから音楽を始めた。歌手を目指す上で協力的であった母親を尊敬する人に挙げている。

## 評価
- 2ndアルバム『Juice』に参加した水曜日のカンパネラのケンモチヒデフミは「メロディセンスの良さ」を高く評価しており、WONKのHikaru ARATAは「背伸びしていない等身大な 素の『歌』『声』」をiriの魅力であるとしている[25]。
- 「TOKYO MUSIC ODYSSEY 2017」で共演した向井太一は、声に惹かれてiriの音楽を好きになったと語っており[22]、「スモーキーな声」の他にも「やり過ぎないデジタルとアナログの融合したサウンドや歌詞とフロウのヒップホップ的なアプローチ」を評価している[26]。
- 俳優の松重豊は、自身のラジオ番組『深夜の音楽食堂』（FMヨコハマ）で、iriがゲスト出演した際に「ひと“みみ”ぼれをした」と語っている[8]。
- Sexy Zoneの菊池風磨は、パーソナリティを務めるラジオ番組『らじらー! サタデー』（NHKラジオ第1）にてiriの楽曲を度々リクエストするなど愛聴しており、その縁からSexy Zoneの6thアルバム『PAGES』ではiriが楽曲を提供した[27]。
- 女優の永野芽郁は、TOKYO FM『LOVE CONNECTION』内の人気コーナー「LISTEN！ MY PLAYLIST」に登場した際、「夏が終わってしまう前に聴きまくりたい3曲」にiriの「Wonderland」を選曲。「とにかく歌詞に勇気づけられる！」「iriさんは同じ女性として声がかっこよすぎて私の憧れの女性でもあるので、ぜひ聴いてみてください」とリスナーへメッセージを送った。[28]
- 日本テレビ系「バズリズム02」（2020年1月3日放送回）にて、音楽シーンの最前線で活躍する224名にアンケート調査を実施し、ランキング形式で紹介する新春恒例企画「今年コレがバズるぞ！BEST10」で2020年にブレイクするアーティストとして19位に選出された。[29]
- テレビ朝日系「関ジャム完全燃SHOW」（2020年1月19日放送回）“売れっ子プロデューサーが選ぶ年間ベスト10”企画にて「蔦谷好位置が選ぶ2019年マイベスト10」第9位に井上陽水トリビュート収録曲「東へ西へ」がランクイン。このトリビュートアルバムには椎名林檎やKREVA、宇多田ヒカルなど実力のあるアーティストが多数参加しているが、そのなかでもiriを  選んだ理由として蔦谷は「彼女の低くて艶のある声がこの曲にピッタリで、異彩を放っていたから。」と語った。[30]
- テレビ朝日系「関ジャム完全燃SHOW」（2022年3月13日放送回）”プロが絶賛する女性アーティスト2人が登場！”における、ゲストとしてAwichと共に同番組に出演。

## ディスコグラフィ

### シングル

#### その他のシングル
| 発売日         | タイトル              | 規格品番                 | 収録曲                                      | 最高位                  | 最高位      | 備考                               |
| 発売日         | タイトル              | 規格品番                 | 収録曲                                      | Billboard JAPAN Hot 100 | オリコン CD | 備考                               |
| -------------- | --------------------- | ------------------------ | ------------------------------------------- | ----------------------- | ----------- | ---------------------------------- |
| 2016年9月26日? | rhythm                | (プロモーションシングル) |                                             | 84                      |             | ラジオ用のプロモーションシングル？ |
| 2018年4月21日  | Telephone feat. 5lack | 7インチ盤: JS7S195       | A1. Telephone feat. 5lack B1. Fruits        |                         |             | Record Store Day限定。             |
| 2019年5月22日  | rhythm/ナイトグルーヴ | 7インチ盤: KMKN33        | A1. rhythm B1. ナイトグルーヴ               |                         | 110         | 7インチ化企画。3作同時発売。       |
| 2019年5月22日  | Corner/Slowly Drive   | 7インチ盤: KMKN34        | A1. Corner B1. Slowly Drive                 |                         | 134         | 7インチ化企画。3作同時発売。       |
| 2019年5月22日  | Only One/Come Away    | 7インチ盤: KMKN35        | A1. Only One B1. Come Away                  |                         | 144         | 7インチ化企画。3作同時発売。       |
| 2019年10月23日 | Wonderland            | 7インチ盤: VIKL-30010    | A1. Wonderland B1. Wonderland (Seiho Remix) |                         | 132         |                                    |
| 2023年2月22日  | Go back / friends     | 7インチ盤: VIKL-30020    | A1. Go back A2. friends                     |                         | —           | 配信盤あり。                       |

### 映像作品
| 発売日        | タイトル           | 規格品番  | 規格品番 | レーベル          | 備考 |
| 発売日        | タイトル           | DVD       | BD       | レーベル          | 備考 |
| ------------- | ------------------ | --------- | -------- | ----------------- | ---- |
| 2024年8月28日 | iri LIVE at 武道館 | VIBL-1146 | VIXL-460 | Colourful Records |      |

## タイアップ
| 曲名           | タイアップ                                                           |
| -------------- | -------------------------------------------------------------------- |
| Watashi        | ナイキ「わたしに驚け」キャンペーンソング                             |
| Only One       | 国際ファッション専門職大学 CMソング                                  |
| Wonderland     | ソニー「h.ear × WALKMAN」CMソング                                    |
| SUMMER END     | Abema TV『恋愛ドラマな恋がしたい 〜Kiss to survive〜』主題歌         |
| 24-25          | セイコー「ルキア」25周年CMソング                                     |
| hug            | JR東日本「JR SKISKI」CMソング                                        |
| Swamp          | テレビ朝日系 木曜ドラマ『スカイキャッスル』主題歌                    |
| Faster than me | ABEMA・Netflixドラマ『わかっていても the shapes of love』主題歌      |
| CUBE           | ABEMA オリジナル恋愛リアリティーショー『Girl or Lady Season2』主題歌 |

## 楽曲提供
- Sexy Zone
  - 「make me bright」 - 『PAGES』収録（作詞・作曲）
  - 「Dream」 - 『ザ・ハイライト』収録（作詞・作曲）
  - 「Cream」 - 『Cream』収録 (作詞・作曲)
- 私立恵比寿中学
  - 「I'll be here」 - 『playlist』収録（作詞・作曲）
- 木村カエラ
  - 「たわいもな」 - 『MAGNETIC』収録（作詞・作曲）

## 参加楽曲
- I.MY.ME.「Tamanegi feat. iri」(作詞）
- 井上陽水トリビュート「東へ西へ」
- 鈴木真海子 「じゃむ (feat. iri)」（作詞・作曲）
- RADWIMPS「Tokyo feat.iri」（作詞）
- milet「jam with iri」